# Krenovka
Krenovka je bývalá usedlost v Praze 3 – Žižkově v ulici Husitská čp. 42/22, která se nachází západně od Miranky. Je chráněna jako kulturní památka České republiky. V budově Krenovky sídlí kulturní instituce Čítárna Unijazz, Trať 42 Ateliéry a Tanec Praha.

## Historie

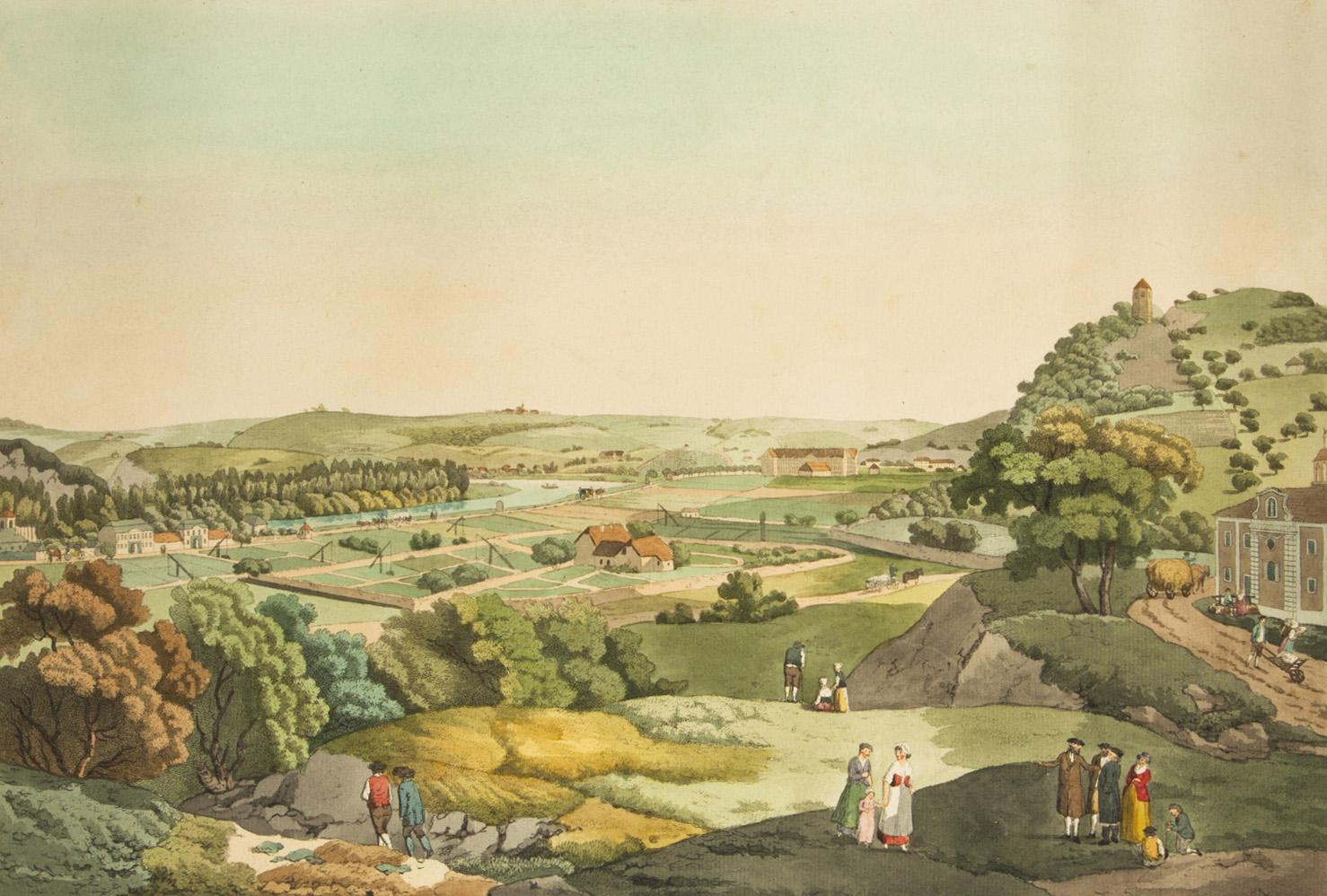
kaple sv. Dismase s Krenovkou (vpravo)

Před založením Krenovky zde bývala vinice hraběte z Kuperwaldu. Rozkládala se poblíž popraviště Starého a Nového Města, u kterého stála malá kaple. Hrabě dal na začátku 18. století na místě původní kapličky vystavět kapli svatého Dismase, ale ta byla již roku 1786 zrušena. V dražbě 11. října 1787 koupil zrušenou kapli novoměstský radní Antonín Jan Douša a přestavěl ji na hostinec. Roku 1820 hostinec koupil pražský měšťan Antonín Krenn a na okolním pozemku založil sady. V nich se nacházel mimo jiné také kolotoč, na kterém byla místo koníků lokomotiva Bohemie a osmnáct vagonků pro dvě až tři osoby, kvůli iluzi byl v atrapě rozděláván oheň, lokomotiva pískala a otáčivá kola hřměla. Od roku 1841 byl postupně Krenovský park likvidován při stavbě nádraží České státní dráhy. Roku 1845 byla kaple s hostincem zbořena a živnost přenesena do nově postaveného domu čp. 42 na protější straně ulice. Z kaple se ještě roku 1884 dochovala jedna ze soch, která se nacházela ve výklenku nového hostince. V budově později sídlila tiskárna železničních lístků (NADAS).

### Šibeniční vrch
Mezi vrchem Vítkov a pražskými hradbami bývala Hora šibeniční (Galgenberg), která je takto značena ve starých mapách. Sloužila jako popravčí místo pro odsouzené ze Starého Města pražského a od 14. století i pro odsouzené z nově založeného Nového Města pražského. Obě popraviště se nacházela na nejvyšším místě ulice Příběnická. Od Hory Vítkovy oddělovalo Šibeniční vrch údolí, kterým později vedla silnice „Horská“ (do Kutné Hory), zvaná též „Vídeňská silnice“.

### Po roce 1845
Při výstavbě Severní státní dráhy roku 1845 byla na místě kaple postavena část nádraží (výtopny), také Krenovka se na začátku 20. století stala součástí majetku c.k. železničního eráru.

## Současnost
Usedlost Krenovka (Husitská, č.p. 42, k.ú. Praha Žižkov) je součástí kulturní památky registrovaná pod č. 100617 ÚSKP ČR (Ústřední seznam kulturních památek České republiky) – Soubor staveb Pražské spojovací dráhy, Státní dráhy a Turnovskokralupsko – pražské dráhy. Objekt ze 40. let 19. století na území Prahy 3 je v dané lokalitě dominantou. 
Bývalý zájezdní hostinec představuje historicky hodnotný a vývojově zajímavý a svébytný celek, jehož vznik a další existence je více či méně ovlivněna kolizí s postupně se proměňujícími železničními stavbami pražského železničního uzlu.

### Po roce 2017
V letech 2017-2018 se společnost SUDOP Real a.s. rozhodla (na úkor možnosti objekt prodat či pronajmout jako levné kanceláře či dokonce skladové prostory) usedlost zrekonstruovat a proměnit ji na nekomerčně provozované multikulturní centrum na Žižkově. Památka se tedy zachová pro další generace a bude sloužit k uměleckým a komunitním účelům. Vedení společnosti SUDOP Real navázalo za tímto účelem spolupráci se třemi kulturně-uměleckými institucemi: jedná se o Tanec Praha z.s. (partner projektu), Trať 42 Ateliéry (Dříve Inkubátor Krenovka) a spolek Unijazz který je organizací navazující na činnost významné Jazzové sekce. 
Objekt je vlivem urbanistického vývoje lokality ve své podstatě odloučen od navazujících urbanistických celků, navrhované předmětné řešení přispěje k rehabilitaci širší lokality.

### Krenovka - kulturní památka plná života
Krenovka se stává novým kulturním a komunitním centrem na hranici Žižkova a Nového Města. Je pravidelným hostitelem akcí Open house, Mezidvorky, Landscape festival a Zažít město jinak. 

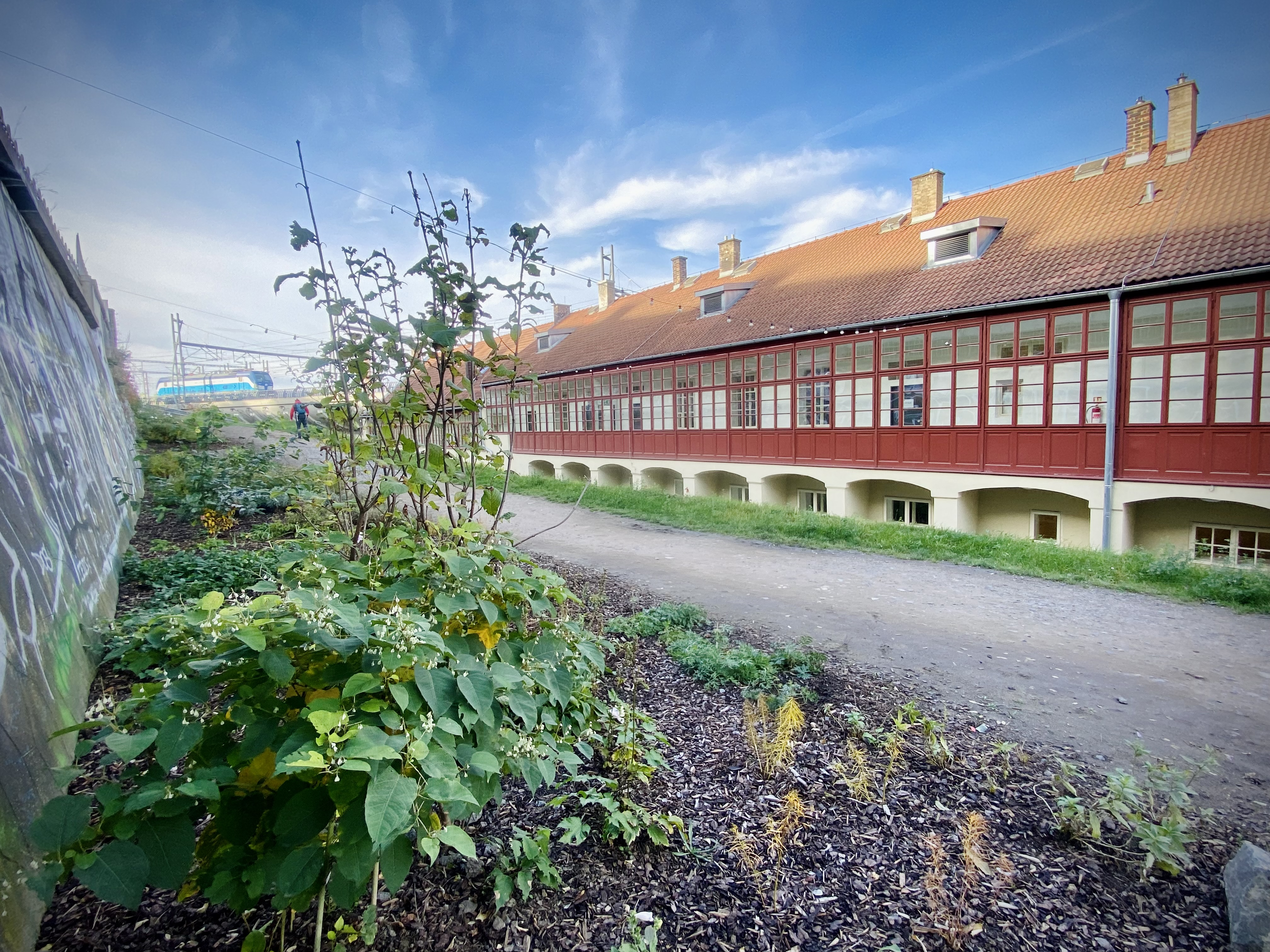
Krenovka - pavlač

#### Prostory Krenovky
Čítárna Unijazz pořádá přednášky a koncerty, autorská čtení a pravidelné šachové večery.
Trať 42 sdružuje mladé umělce, kteří zde mají své ateliéry a workshopy.
Tanec Praha zde má své zázemí, zkušební sál a workshopy.
Krenovka Arthub je multifunkční sál s projektorem, kuchyňkou a variabilním prostorem, ve kterém se pořádají lekce skupinového cvičení a který je k dispozici i na krátkodobý pronájem.
Kreslírna je výtvaný ateliér s pravidelnými kurzy pro děti i dospělé

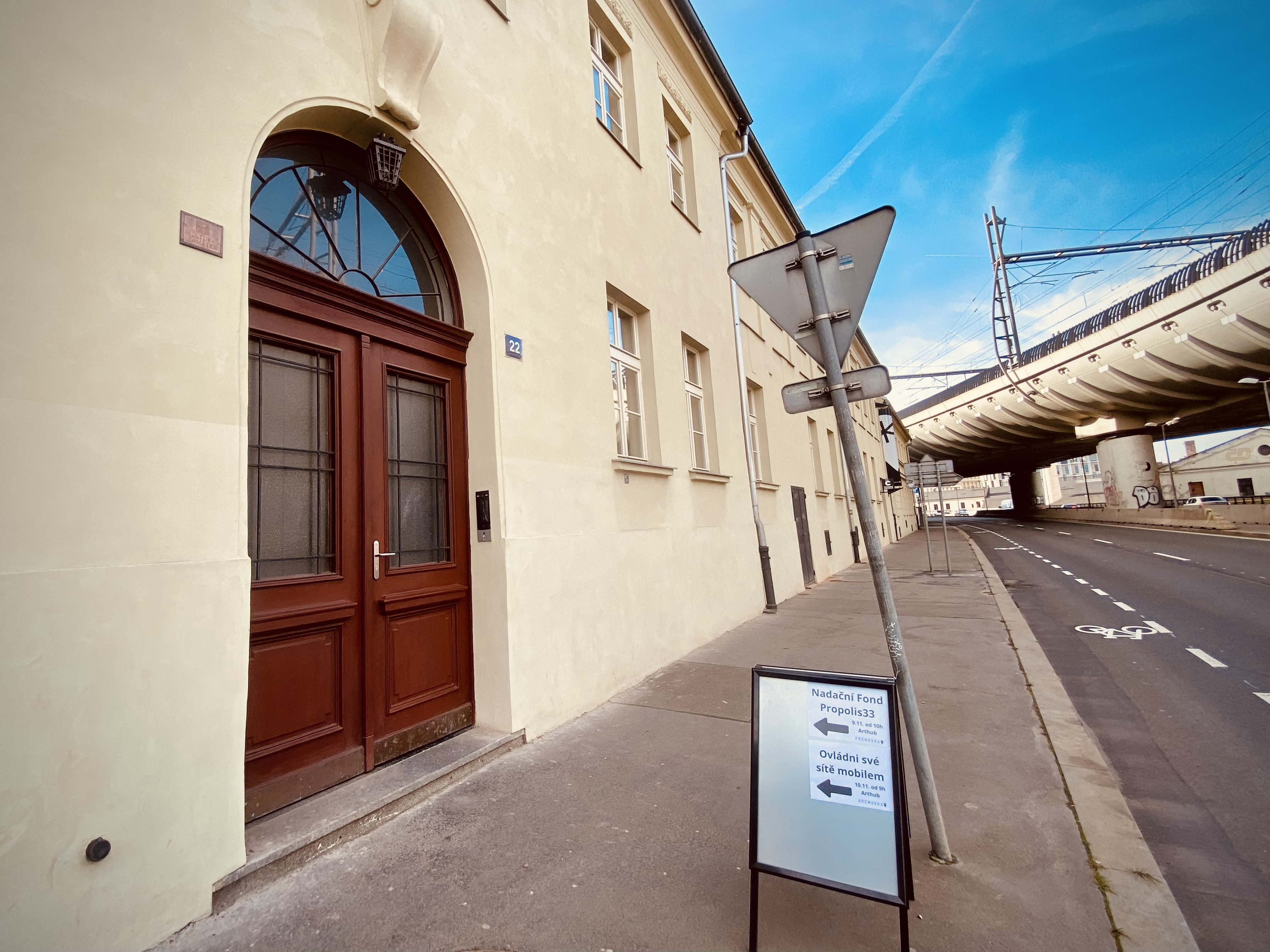
Krenovka z Husitské